# Prakovce (stacja kolejowa)
Prakovce – stacja kolejowa znajdująca się we wsi Prakovce w kraju koszyckim na linii kolejowej nr 173 Margecany – Červená Skala w Słowacji.